# Јовачко језеро
Јовачко језеро или Језеро Јовац налази се у селу Јовац, општина Владичин Хан. Настало је 1977. ерозијом земљишта. Богато је рибом. У њега се улива  Јовачка река.
Ово језеро припада скупини коју сачињава још пет језера која су настала на исти начин. Ових шест језера позната су под заједничким називом „Јовачка језера”. На простору њиховог постанка налазило се Јовачко клизиште. У ноћи између 17. и 18. фебруара 1977. године, са околних вулканских купа (Грот и Облик) и планине Кукавица, кренула је клизна маса (стена и земљишта) од 150 милиона m3. У оквиру клизне масе настала су језера Жилевје, Русимово, Црквено, Мало и Живково језеро. Велико Јовачко језеро настало је преграђивањем Јовачке реке клизном масом.
Јовачка језера су редак генетски тип језера, зато су уврштена на списак Инвентара геонаслеђа Србије из 2005. године. Проглашена су спомеником природе и стављена су под II степен заштите. Ово подручје одликује посебно значајан налаз строго заштићене врсте дугоногог мрмољка (Trirurus karelinii) и барске корњаче (emysorbicularis), односно 12 врста риба у језерима и Јовачкој реци.
Црквено језеро добило је назив пошто је на месту данашњег језера постојала црква која је пропала због поменуте ерозије земљишта.
У овом селу постоји још неколико језера:
- Средње јовачко језеро
- Доњи Јовац, највеће језеро, дугачко је око 200 метара и широко 30-50 метара.

## Галерија
- Црквено језеро
- Црквено језеро